# كوتارو توكوناغا
كوتارو توكوناغا (باليابانية: 徳永 晃太郎) (مواليد 10 نوفمبر 1996) هو لاعب كرة قدم ياباني.

## وصلات خارجية
- كوتارو توكوناغا على موقع رابطة كرة القدم اليابانية للمحترفين (اليابانية)
- كوتارو توكوناغا على موقع قاعدة بيانات كرة القدم.إي يو (الإنجليزية)
- كوتارو توكوناغا على موقع Soccerway.com (الإنجليزية)